# Кифишин, Анатолий Георгиевич
Анато́лий Гео́ргиевич Кифи́шин (2 июня 1935 — 25 июня 2017) — советский и российский ассиролог, утверждавший, что ему удалось дешифровать древнейшие «протошумерские» надписи, найденные под Мелитополем (Каменная Могила) и на других территориях Европы и Азии, самые ранние из которых относились им к периоду оледенения. Не получил признания других профессиональных ассириологов.

## Биография
Родился в селе Белое на Алтае в семье украинского происхождения. В 1942 году поступил в школу города Лебедин. В марте 1944 года в девятилетнем возрасте подорвался на мине, потерял руку, сильно пострадало зрение.
После заочного обучения в Черновицком университете поступил в ЛГУ, где был младшим товарищем по учёбе В. А. Белявского. Окончив восточный факультет в 1962 году, переехал в Москву и стал аспирантом при Институте востоковедения, однако кандидатскую диссертацию не защитил. Специализировался на ритуалистике шумеров и «геноструктуре» шумерских мифов.
В 1969 году востоковед И. М. Дьяконов указал в печати на огрехи трудов Кифишина (туманность формулировок, низкое качество переводов, формальный характер ссылок), что вызвало обширную полемику между авторами. В дальнейшем А. Г. Кифишин пытался создать собственную научную школу, опираясь на В. А. Петрова и Б. И. Перлова. Этому, однако, помешало жизненное положение Кифишина — некоторое время он не имел ни работы, ни жилья в Москве. В тот период он жил в собственноручно построенном (несмотря на инвалидность) шалаше близ станции Перловка, проводя дни в Ленинской библиотеке, пропуск в которую достал по знакомству.
Работал младшим научным сотрудником в Институте востоковедения, Институте философии и Институте этнографии АН СССР (1968—1980 годы).
В 2002 году Кифишин был избран академиком организации «Кирилло-Мефодиевская академия просвещения» и стал директором организации «Международный славянский институт шумерологии, египтологии и синдологии».

## Идеи
А. Г. Кифишин считал, что достижения цивилизации пришли на Древний Восток с территории Украины. Основывал свои построения на книге украинского археолога В. Н. Даниленко.
В 1990 году опубликовал своё прочтение глиняной таблички с рисунками культуры Кереш, якобы содержавшей слово «Аратта». Чтение Кифишина не было поддержано филологами. Во второй половине 1990-х годов А. Г. Кифишин стремился популяризировать своё «открытие» в гротах памятника Каменная Могила в Приазовье (ранее уже изученного археологами) «протошумерских надписей» . По его мнению, не только стены и потолки гротов покрыты письменными знаками и надписями, но также в специальных отсеках (которые он назвал «архивом») хранились песчаниковые таблички с письменами. Согласно Кифишину, в Каменной Могиле обнаружены до 160 каменных табличек с надписями и 130 наскальных надписей, наиболее ранние из которых он относил к периоду оледенения. Согласно его концепции, уже в эту эпоху там правили «цари-боги», от которых он производил ряд более поздних шумерских династий.
Затем Кифишин заявлял об обнаружении им аналогичных «протошумерских надписей» на различных территориях от Южного Урала, Казахстана и Южной Туркмении до Южной Франции. Наиболее ранние из них он датировал 12-м тыс. до н. э. (эпоха позднего палеолита), поздние — 3-м тыс. до н. э. Ядро этого «шумерского мира» он располагал в Каменной Могиле, его «ритуальном центре», откуда распространялись культурные импульсы.
В то же время автор писал, что его переводы имеют предварительный характер и в ряде случаев произведены им интуитивно.
Кифишин писал о масштабной борьбе между праиндоевропейцами (праславянами) и прасемитами на широких территориях Подунавья и Малой Азии. Поддержал идею В. И. Скурлатова об основании праиндоевропейцами древнейших цивилизаций: шумерской, древнеегипетской и хараппской.
По воспоминаниям В. В. Емельянова, «Анатолий Георгиевич не терпел, чтобы с ним спорили». Он пишет, что задуманный Кифишиным труд «Русский народный календарь. Антология первоисточников в 4-х томах», где славянские народные праздники сопоставлялись с аналогичными праздниками других народов, так и не увидел свет из-за разногласий с коллегами, участвовавшими в его подготовке.

## Награды
В 2002 году главой администрации Киева А. А. Омельченко Кифишин был награждён Киевским орденом «Знак Почёта» (укр. «Знак Пошани») за исследовательские заслуги, в том числе и за написание монографии «Древнее святилище Каменная Могила. Опыт дешифровки протошумерского архива XII—III тысячелетий до н. э.».
13 декабря 2012 года удостоился российской премии Фонда Андрея Первозванного «Вера и Верность» от Русской православной церкви с формулировкой «за выдающиеся достижения в деле изучения древнейших письменных памятников человечества, личное мужество в отстаивании интересов отечественной науки».
В 2013 году присвоено звание «Почётного доктора Прикарпатского национального университета имени Василя Стефаника».

## Влияние
В издании книги Кифишина приняло участие Российское общенародное движение (РОД) — политическая организация, которая ставит своей целью «восстановление державы». Построения Кифишина были использованы некоторыми авторами псевдоисторической литературы, получили популярность у националистов и сторонников «арийской» идеи, включая археолога Ю. А. Шилова, развивающего украинскую версию «арийской» идеи. Основываясь на «прочитанных» Кифишиным «протошумерских текстах», авторы неоромантического направления часто отождествляют территорию распространения трипольской археологической культуры с легендарной Араттой.
В 2002 году работа Кифишина о «письменности» из Каменной Могилы 2001 года получила одобрение Верховной рады Украины. Затем была проведена её презентация на парламентском собрании Союза Белоруссии и России.

## Оценки деятельности
По мнению историка науки С. Б. Криха, «слог Кифишина отличался чрезвычайной невнятностью, особенно если он брался пересказывать текст источника: в нем доминировала ориентация на архаику и русификацию, лишенная при этом последовательности и ясности русской речи». Научно-популярные статьи А. Г. Кифишина он характеризует как «фантастические».
Историк В. А. Шнирельман отмечал феноменальную древность (начиная с позднего палеолита) и неправдоподобную неизменность предлагаемого Кифишиным «шумерского языка» (в течение почти десяти тысяч лет), а также предполагаемое Кифишиным его широчайшее распространение по территории Старого Света. Кифишин не даёт ответов на вопросы, какую материальную основу имела заявленная им «высокая культура» «царей» и «жрецов», почему отсутствуют остатки этой культуры. Концепция Кифишина близка к идее Xьюстона Чемберлена, согласно которой шумеры являлись «арийскими колонизаторами Месопотамии», которые пришли с севера. Археолог Я. П. Гершкович относит работы Кифишина к числу квазиархеологических.
В отличие от Ю. В. Кнорозова, старательно излагавшего свои методические приёмы дешифровки письменности майя в научной литературе, Кифишин скопом «прочёл» петроглифы Каменной Могилы, не раскрывая свою исследовательскую «кухню». По мнению этнографа В. Г. Балушка, уже один этот факт заставляет сомневаться в достоверности «прочтения». Опубликованные изображения «прочитанных» А. Г. Кифишиным петроглифов не позволяют однозначно интерпретировать их как тексты.
Методику работы Кифишина критиковал востоковед В. В. Емельянов: «нельзя механически сопоставлять праздники древнего Ближнего Востока со славянскими и античными, как он делал. Нельзя насиловать исторические факты и логику. В этих регионах разный режим сельскохозяйственных работ, разлива рек и много чего еще». По мнению Емельянова, в статье Кифишина «Шумер и Вавилон» (1985), «наряду с интересной гипотезой о трансформации ритуально значимого для шумеров в эстетически значительное для вавилонян, содержится немало спорных и фактически недоказуемых положений (особенно в шумерской части текста)».